# Noies de Riyad
Noies de Riyad o Banat al-Riyadh —en àrab بنات الرياض, Banā ar-Riyāḍ— és una novel·la escrita per Rajaa Alsanea. El llibre, escrit en forma de correus electrònics a un grup de Yahoo!, explica les vides personals de quatre amigues de l'Aràbia Saudita: la Lamis, la Michelle (mig Saudita i mig americana), la Kamra i la Sadim.

## Resum de la trama
Aquesta novel·la es basa en les històries de quatre joves saudites de classe alta, amigues que busquen l'amor, però que es troben oprimides per un sistema que limita la seva llibertat. Aquesta història es desenvolupa a la capital d'Aràbia Saudita, Riad, i presenta una visió diferent de la conservadora ciutat.
L'autora tracta temes com les experiències amoroses, el matrimoni, els estudis, etc. des d'un punt de vista crític respecte la societat saudita. Les relacions entre homes i dones són abundants en aquesta obra. Tot i estar escrita en tercera persona, el lector pot percebre el que senten les quatre protagonistes, majoritàriament desamors, i a causa d'aquests, es presenta un enfrontament entre elles, les seves famílies i la societat en general. Aquestes relacions també es veuen molt influenciades per les noves tecnologies, es truquen, per exemple, i s'envien missatges entre ells, fins i tot abans d'estar promesos.
Com a mètode d'introducció, l'autora comença cada capítol amb un correu electrònic a un grup de Yahoo!. Cada un té com a protagonista una de les quatre amigues, i es van desenvolupant les històries de cadascuna simultàniament.

## Protagonistes
Kamra: la més espiritual de les quatre i alhora la més dèbil referent al caràcter. Una noia conservadora en un matrimoni concertat, que al cap d'un temps descobreix que no ha sigut més que una farsa per part del seu marit, ja que té una aventura i només es va casar amb ella per mantenir la tradició de la seva família. Es divorcia estant embarassada i per això és rebutjada per la societat.
Sadim: la romàntica del grup, s'entrega totalment a les seves relacions. A punt de casar-se amb l'home que realment estima, impulsada per la passió, la Sadim i el seu futur marit, en Walid, trenquen les regles i passen la nit junts abans de casar-se, després, en Walid canvia d'idea i trenca el compromís. Així, la Sadim també és rebutjada per la societat saudita per haver perdut la virginitat abans del matrimoni.
Lamis: l'afortunada, de les quatre la més feliç, raonable i feminista, lluitant sempre pels seus drets. És estudiant de medicina i això fa que la societat no la pressioni per casar-se. Pren decisions pensant amb el cor i el raonament, sense abandonar completament la cultura i els ideals.
Michelle: de mare Nord-Americana, s'enamora a Aràbia Saudita, però les seves arrels provoquen que no es puguin casar a causa de la tradició, ja que es és considerada massa occidental per poder optar a un matrimoni amb un home saudita. Té una mentalitat occidental i està en contra de les opressions de la societat saudita, per tant, es muda a Dubai per començar una vida més lliure.

## Controvèrsia
La novel·la ha estat coneguda sovint com la versió saudita de Sexe a Nova York a causa de la seva estructura narrativa, contingut i personatges obsessionats per l'amor. No obstant això, i malgrat les similituds, Noies de Riyad tracta d'un món molt diferent. Els problemes d'amor són il·lícits, amb conseqüències reals i duradores. Les famílies estan molt més involucrades, prenen decisions per a les seves filles i intentant assegurar-se que es segueixen la tradició de manera recta.
Originalment va ser publicada en àrab el 2005, però Noies de Riyad va ser immediatament prohibida a Aràbia Saudita a causa de certs continguts controvertits. La primera publicació va ser al Líban, però va circular pel mercat negre d'Aràbia Saudita fins al cap de quatre mesos, quan se'n va permetre la distribució.
Noies de Riyad ha sigut un èxit de vendes a bona part d'Orient Mitjà i, fins i tot, ha estat traduïda a més de 40 idiomes i s'han venut els drets a més de 12 països.